# Краснокосянська сільська рада
Краснокося́нська сільська́ ра́да — колишня адміністративно-територіальна одиниця та орган місцевого самоврядування в Білгород-Дністровському районі Одеської області. Адміністративний центр — село Красна Коса.

## Загальні відомості
Краснокосянська сільська рада утворена в 1965 році.
- Територія ради: 2,46 км²
- Населення ради: 1 013 осіб (станом на 2001 рік)

## Населені пункти
Сільській раді були підпорядковані населені пункти:
- с. Красна Коса

## Населення
За переписом населення 2001 року в сільській раді мешкало 1015 осіб.

### Мова
Розподіл населення за рідною мовою за даними перепису 2001 року:
| Мова       | Відсоток |
| ---------- | -------- |
| українська | 92,4 %   |
| російська  | 3,75 %   |
| молдовська | 3,55 %   |
| болгарська | 0,1 %    |

## Склад ради
Рада складалася з 16 депутатів та голови.
- Голова ради:
- Секретар ради: Журбенко Тетяна Михайлівна

### Керівний склад попередніх скликань
| Прізвище, ім'я, по батькові  | Основні відомості                                    | Дата обрання | Дата звільнення |
| ---------------------------- | ---------------------------------------------------- | ------------ | --------------- |
| Іванченко Анатолій Миронович | Сільський голова, 1947 року народження, безпартійний | 26.03.2006   | 31.10.2010      |

Примітка: таблиця складена за даними сайту Верховної Ради України

### Депутати
За результатами місцевих виборів 2010 року депутатами ради стали:

#### За суб'єктами висування
| Суб'єкт висування | Кількість обраних депутатів | %    |
| ----------------- | --------------------------- | ---- |
| Партія регіонів   | 10                          | 62,5 |
| Самовисування     | 4                           | 25   |
| Народна партія    | 2                           | 12,5 |

#### За округами
| № округу        | Прізвище, ім'я, по батькові     | Дата визнання обраним | Освіта             | Партійна приналежність | Відомості про обраного депутата           |
| --------------- | ------------------------------- | --------------------- | ------------------ | ---------------------- | ----------------------------------------- |
| Народна Партія  |                                 |                       |                    |                        |                                           |
| 10              | Кречун Наталя Семенівна         | 01.11.2010            | середня спеціальна | член Народної партії   | дошкільний навчальний заклад, вихователь  |
| 16              | Нікора Олександр Вікторович     | 01.11.2010            | середня спеціальна | член Народної партії   | будинок культури, працівник               |
| Партія регіонів |                                 |                       |                    |                        |                                           |
| 1               | Сальніченко Михайло Архипович   | 01.11.2010            | середня спеціальна | член Партії регіонів   | РАЗАТ «Красний рибак», працівник          |
| 2               | Щербина Наталя Федорівна        | 01.11.2010            | середня спеціальна | член Партії регіонів   | поштове відділення, поштар                |
| 4               | Іорданова Світлана Леонідівна   | 01.11.2010            | середня спеціальна | член Партії регіонів   | РАЗАТ «Красний рибак», працівник          |
| 5               | Дерев'янко Дмитро Олександрович | 01.11.2010            | середня спеціальна | член Партії регіонів   | РАЗАТ «Красний рибак», працівник          |
| 6               | Битка Наталія Іванівна          | 01.11.2010            | середня спеціальна | член Партії регіонів   | тимчасово не працює                       |
| 7               | Лаур Олександра Василівна       | 01.11.2010            | середня спеціальна | член Партії регіонів   | РАЗАТ «Красний рибак», працівник          |
| 8               | Кумгородська Галина Іванівна    | 01.11.2010            | середня спеціальна | член Партії регіонів   | РАЗАТ «Красний рибак», працівник          |
| 9               | Лаур Роман Васильович           | 01.11.2010            | середня спеціальна | член Партії регіонів   | РАЗАТ «Красний рибак», працівник          |
| 14              | Боєвчук Анжела Андріївна        | 01.11.2010            | середня спеціальна | член Партії регіонів   | Краснокосянська сільська рада, спеціаліст |
| 15              | Журбенко Тетяна Михайлівна      | 01.11.2010            | середня спеціальна | член Партії регіонів   | Краснокосянська сільська рада, спеціаліст |
| Самовисування   |                                 |                       |                    |                        |                                           |
| 3               | Марар Наталя Іванівна           | 01.11.2010            | середня спеціальна | позапартійна           | РАЗАТ «Красний рибак», працівник          |
| 11              | Дулан Катерина Степанівна       | 01.11.2010            | середня спеціальна | член Партії регіонів   | дошкільний навчальний заклад, вихователь  |
| 12              | Косенко Анатолій Васильович     | 01.11.2010            | середня спеціальна | член Партії регіонів   | Іллічівський рибпорт, працівник           |
| 13              | Височан Анатолій Васильович     | 01.11.2010            | середня спеціальна | член Партії регіонів   | Краснокосянська сільська рада, працівник  |